# Francine Charderon
Françoise Pauline "Francine" Charderon (Lyon, 6 april 1861 - aldaar, 25 oktober 1928) was een Frans kunstschilder. Ze schilderde voornamelijk portretten van vrouwen en kinderen.

## Biografie
Francine Charderon werd op 6 april 1861 geboren in Lyon (place Saint-Nizier, 5e arrondissement) als dochter van een koopman, François Michel Louis Charderon, en zijn vrouw Pierrette Louise Bienner.
Ze studeerde eerst bij Rey en Jean Louis Loubet en volgde daarna lessen bij Ernest Hébert en Carolus-Duran in Parijs. Charderon opende haar atelier in Lyon in de 23 rue Bât-d'Argent (1e arrondissement). Vervolgens bracht ze haar tijd door tussen Parijs en Lyon waar ze haar atelier had en waar ze regelmatig portretten van kinderen en vrouwen tentoonstelde.
Ze nam deel aan talrijke tentoonstellingen, met name op het Parijse salon tussen 1893 en 1896, daarna van 1900 tot 1903. Francine Charderon was lid van de Société des artistes lyonnais en bouwde een trouwe klantenkring op in Lyon. Ze nam regelmatig deel aan het Salon de Lyon vanaf 1885 en werd beloond met verschillende medailles in 1886, 1892 en 1894, onder andere:
- 1886 (Lyon, médaille d'honneur)
- 1892 (Lyon, 3e prijs)
- 1894 (Lyon, 2e prijs)
- 1898 (Tunis, bronzen medaille)
- 1902 (Lyon, 1e prijs)

Zij stierf op 25 oktober 1928, op 67-jarige leeftijd, alleenstaand, in haar huis en atelier in Lyon.
Haar werk Sommeil (Sleep) werd opgenomen in het boek Women Painters of the World uit 1905. Dit schilderij werd een eerste maal tentoongesteld op het Parijse salon van 1896.

## Werken (selectie)
- Petite fille aux roses, 1897 (Musée des Beaux-Arts de Lyon)
- En hiver (Salon van 1900)
- Le préféré (Salon van 1895, Musée du Luxembourg)
- Sommeil

- Bibliothèque nationale de France: cb14971498m (data)
- International Standard Name Identifier: 0000 0000 6662 7245
- RKD-Nederlands Instituut voor Kunstgeschiedenis: 16404
- Union List of Artist Names: 500061451
- Virtual International Authority File: 51962761